# Hemi-Sync
Hemi-Sync (хемисинк) — это запатентованная торговая марка технологии, основанной на идее синхронизации частот работы полушарий мозга с помощью звуковых волн. В настоящее время на основе этой технологии выпущен ряд аудиозаписей.
В 1975 году Роберт Монро зарегистрировал первый из нескольких патентов, касающихся аудиометодов, направленных на стимулирование функции головного мозга для синхронизации левого и правого полушарий. Они были основаны на эффекте, известном как бинауральные ритмы. Монро считал, что его технология может быть использована для «укрепления „психического благополучия“» или вызывать «изменённые состояния сознания». В данный момент она используется при создании серии продуктов, в таких сферах, как концентрация внимания, умение справляться со стрессами, расслабление, оздоровление сна, умение справляться с болью и многих других.